# Rae Sremmurd
Rae Sremmurd (произношение: [ˈreɪ ʃrˈɪmɜrd]) — американский хип-хоп-дуэт, состоящий из двух братьев, Халифа Брауна и Ааквила Брауна.

## История группы
Группа Rae Sremmurd была создана двумя братьями Халифом «Swae Lee» и Ааквилом «Slim Jxmmi» Браунами, которые родом из Тьюпело, Миссисипи и проживают в Атланте, Джорджия. Название группы основано на названии лейбла EarDrummers, в котором каждое слово прочитано задом наперёд.
Впервые группа заявила о себе появлением на микстейпе американского продюсера и музыканта Mike Will Made It в песне «We». В феврале 2014 года эта песня была выпущена как первый официальный сингл группы. После подписания контракта с Interscope Records, в течение 2014 года группой было выпущено три сингла: «No Flex Zone», «No Type», а также «Throw Sum Mo» с гостевым участием Ники Минаж и Янг Таг. Все три сингла попали в первую десятку чарта Billboard US Rap, «No Flex Zone», «No Type» получили статус платиновых по версии RIAA, а «Throw Sum Mo» одержал победу в номинации «Coca-Cola Viewers’ Choice Award» премии BET Awards.
В 2015 году выходит первый студийный альбом группы под названием SremmLife.
В 2016 году группа выпустила сингл «By Chance». На 24 июня 2016 года был заявлен выпуск второго студийного альбома под названием SremmLife 2. Альбом был выпущен 12 августа. Сингл «Black Beatles» в течение нескольких недель находился в топе Billbord Hot 100

## Дискография
- 2015 — SremmLife[6][7]
- 2016 — SremmLife 2
- 2018 —  SR3MM
- 2023 — Sremm 4 Life

## Награды и номинации
| Год  | Награда                | Номинированная работа                     | Категория                       | Результат |
| ---- | ---------------------- | ----------------------------------------- | ------------------------------- | --------- |
| 2014 | Billboard Music Awards | Rae Sremmurd                              | Top Rap Artist                  | Номинация |
| 2014 | BET Awards             | Rae Sremmurd                              | Best Group                      | Номинация |
| 2014 | BET Awards             | Rae Sremmurd                              | Best New Artist                 | Номинация |
| 2014 | BET Awards             | Throw Sum Mo (feat. Ники Минаж и Янг Таг) | Coca-Cola Viewers’ Choice Award | Победа    |